# Dirk Boest Gips
Dirk Boest Gips (Dordrecht, 30 luglio 1864 – L'Aia, 11 febbraio 1920) è stato un tiratore a segno olandese.

## Carriera
Partecipò ai Giochi olimpici di Parigi 1900 nelle gare di pistola. Il suo miglior risultato fu la medaglia di bronzo conquistata nella gara di pistola 50 metri a squadre. Identico risultato ottenne anche ai campionati mondiali di tiro dello stesso anno e nella stessa gara.
Per molti anni il suo nome rimase sconosciuto. Fino agli anni novanta il suo nome risultava essere Gerardus van Haan o Gerardus van Loon. Il suo vero nome venne alla luce solo nel gennaio del 2000 grazie agli studi fatti dallo storico olandese Anthony Bijkerk.

## Palmarès

### Giochi olimpici
- 1 medaglia:
  - 1 bronzo (pistola 50 m a squadre a Parigi 1900).

### Campionati mondiali
- 1 medaglia:
  - 1 bronzo (pistola 50 m a squadre a Parigi 1900).